# N'Djamena
N'Djamena (IPA: [nˈʤɑmɛnə], arabsky Niǧāmīnā نجامينا‎) je hlavní a zároveň největší město afrického státu Čad. Leží na hranicích s Kamerunem u soutoku řek Šari a Logone. Na druhém břehu řek se nachází menší Kamerunské město Kousséri, s nímž je N'Djamena spojena mostem. Město obývá přibližně 1,09 milionu obyvatel. Patří k městům s velmi nízkou hodnotou kvality života. Místní samospráva nicméně razí slogan „N'Djamena, výkladní skříň střední Afriky“ a snaží se podníky postupně zlepšovat.

## Přírodní podmínky a poloha
Město se nachází v západní části Čadu, na pravém břehu řeky Šari, do které se tu vlívá pohraniční řeka Logone, v místě, které je ideální křižovatkou obchodních cest do Kamerunu a Nigérie. Pobřeží Atlantského oceánu je vzdálené v nejbližším bodě přes 1100 km. Most nad řekou spojuje N'Djamenu s kamerunským městem Kousséri. Z města vede tzv. transsahelská dálnice na východní pobřeží Afriky do Džibuti, která se napájí na transsaharskou cestu z Tripolisu do Kapského Města.

## Klimatické podmínky
Průměrná roční teplota v N'Djameně činí 28,1 °C, průměrné roční srážky mají úhrn cca 580 mm a jsou rozloženy hlavně mezi červnem a zářím. Pět měsíců v roce vůbec neprší. Vzhledem k pozici na velké řece jsou zde časté záplavy.

## Obyvatelstvo
| Rok  | Pop.      | ±%       |
| ---- | --------- | -------- |
| 1937 | 9,976     |          |
| 1940 | 12,552    | + 25,8%  |
| 1947 | 18,375    | + 46,4%  |
| 1960 | 60 000    | + 226,5% |
| 1970 | 130 000   | + 116,7% |
| 1993 | 530 965   | + 308,4% |
| 2000 | 728 000   | + 37,1%  |
| 2009 | 951,418   | + 30,7%  |
| 2012 | 1 092 066 | + 14,8%  |
| 2019 | 1 360 000 | + 24,5%  |

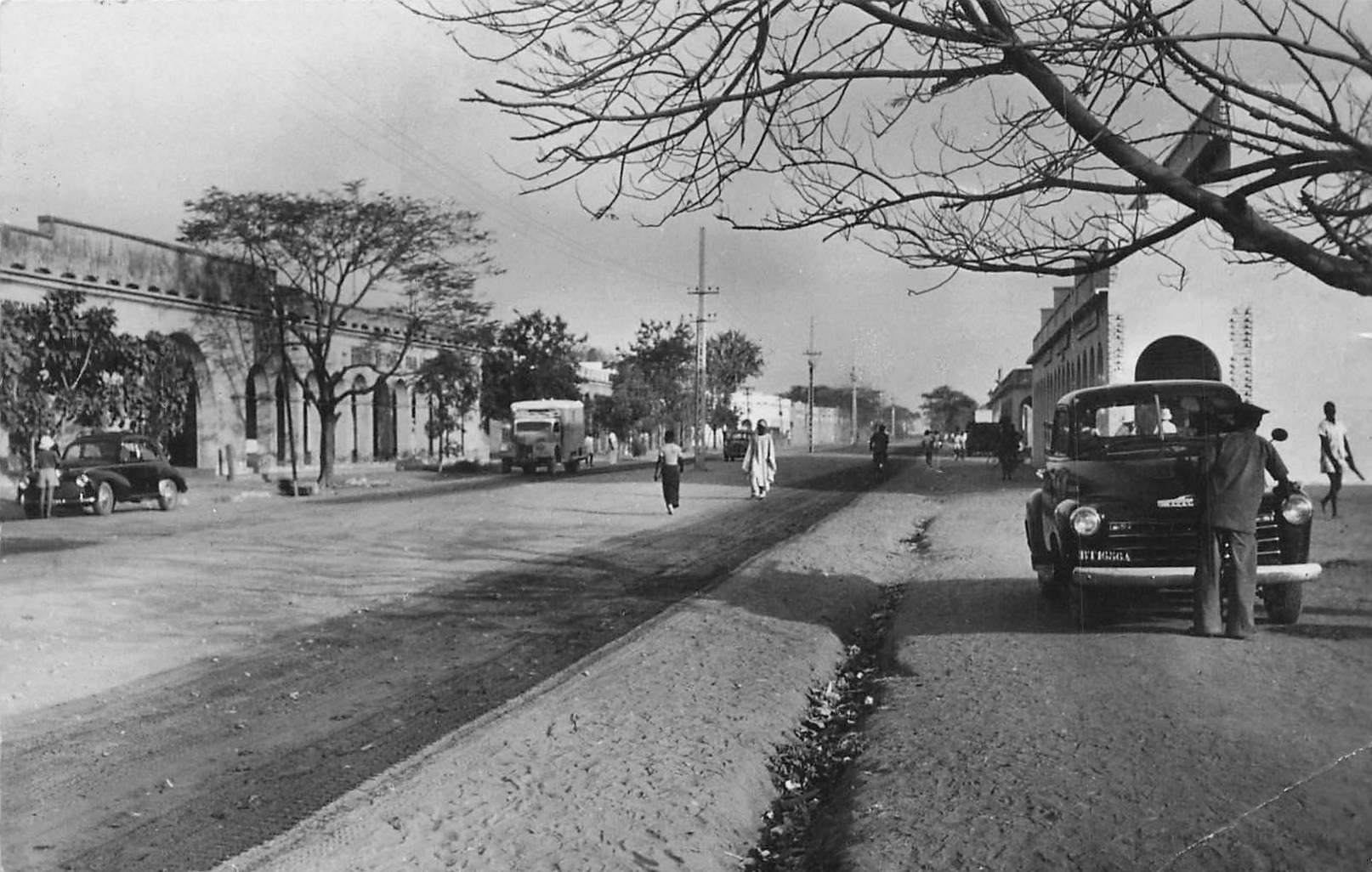
Město v roce 1952.

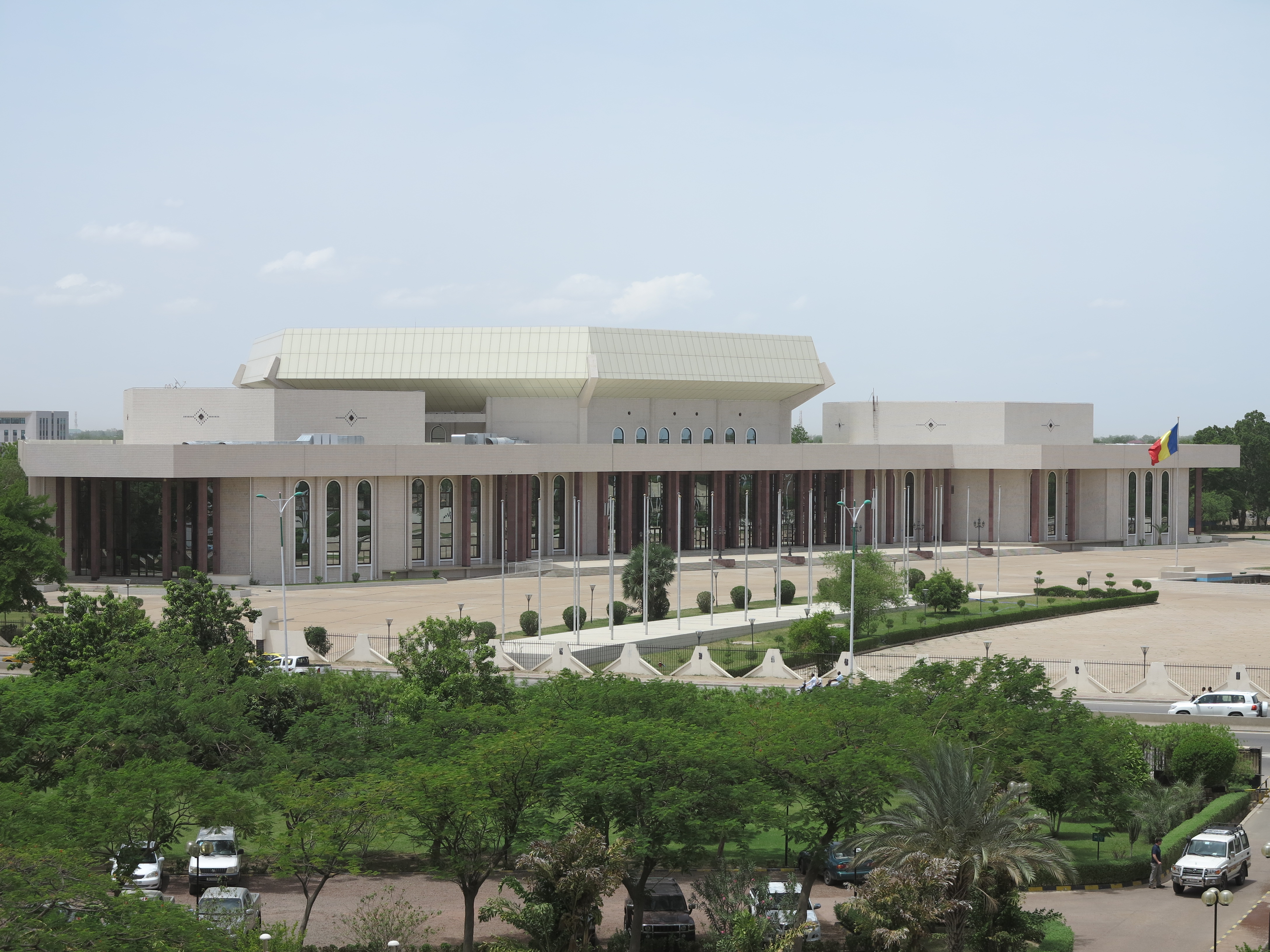
Budova národního shromáždění.

Z etnického hlediska je obyvatelstvo značně různorodé. Zastoupena jsou početná etnika různými díly, nejvíce Ngambayové a Arabové. Do válek v 70. a 80. letech byl arabský prvek výraznější, ve městě žilo především více tímto jazykem mluvících obchodníků. V oblasti náboženství je dominantně zastoupen islám. Zhruba polovina všech obyvatel metropole je mladší osmnácti let.

## Administrativní dělení
N'Djamena se dělí na 10 obvodů (arrondissements), které je možné dále rozčlenit na 64 místních částí (quartiers). Sedmý obvod je nejlidnatější, za ním následují osmý a pátý. Devátý se nachází na levém břehu řeky Šari, všechny ostatní potom na pravém. V rámci Čadu je považována za region se zvláštním statutem.
Vzhledem k souvislému růstu města administrativní hranice neodpovídají přirozeným hranicím zástavby.

## Historie

### Založení
N'Djamena se původně jmenovala Fort-Lamy a byla založena francouzským velitelem Émilem Gentilem 29. května 1900 a pojmenována po francouzském vojenském důstojníkovi Amédée-Françoisovi Lamy, který byl o několik dní dříve zabit v bitvě u Kousséri. Bylo to klíčové město co do obchodu a stalo se hlavním městem regionu a později i samostatného státu.
Roku 1921 zde žilo jen okolo dvou tisíc osob a v roce 1937 mělo méně než 10 000 obyvatel, ale o deset let později, v roce 1947, se počet obyvatel téměř zdvojnásobil na 18 435. Koloniální úřady velmi přísně dohlížely na rozvoj města podle evropských principů. Pro většinu obyvatel tehdejší kolonie nicméně nebylo zase tolik atraktivní se sem sestěhovávat.
Během druhé světové války se Francouzi spoléhali na místní letiště pro přesun vojsk a zásob. 21. ledna 1942 Němec v He 111 úspěšně bombardoval letiště ve Fort-Lamy, čímž zničil zásoby ropy a deset letadel. Fort-Lamy mělo svůj první moderní územní plán v roce 1945 a svou první pobočku banky v roce 1950, kdy zde otevřela Bank of West Africa (BAO).

### Metropole nezávislého Čadu
Dne 6. dubna 1973 prezident François Tombalbaye změnil své jméno na N'Djamena (převzato z arabského názvu blízké vesnice Niǧāmīnā , což znamená „místo odpočinku“) v rámci svého  programu afrikanizace. V první polovině 70. let se úspěšně rozrůstalo a například mělo jako jedno z mála v regionu[zdroj?] funkční systém veřejné dopravy.
Město bylo obsazené Libyií během let 1980–1981 jako součást čadsko-libyjského konfliktu, a s tím spojené přechodné vlády národní jednoty.
V roce 1968 populace dosáhla více než 120 000. V roce 1993 překonala půl milionu. Velká část tohoto růstu byla způsobena tím, že uprchlíci uprchli do N'Djameny kvůli bezpečnosti, ačkoli mnoho lidí tak učinilo také kvůli politické situaci. Město se začalo rozrůstat zcela živelně, bez ohledu na jakoukoliv infrastrukturu a zastavěno bylo jeho okolí, včetně záplavových luk řeky Šari.
Město bylo značeně poničeno během čadské občanské války v roce 1979 a znovu v roce 1980. V těchto letech téměř celé obyvatelstvo uprchlo na protější břeh řeky Šari v Kamerunu do města Kousséri. Lidé se vrátili zpět až v letech 1981 a 1982, po skončení střetů. Až do roku 1984 podléhala zařízení a služby přísnému přidělování a školy zůstaly uzavřené.
Období zmatku ve městě začalo neúspěšným převratem, o který se pokusil premiér Hissène Habré proti prezidentovi Félixovi Malloumovi. Zatímco Malloum a národní armáda, která mu byla věrná, byli poraženi, zásah do bitvy o soupeře ze severních frakcí k Habrému zkomplikoval situaci. Dočasného příměří bylo dosaženo v roce 1979 skrze mezinárodní zprostředkovatele. Intenzivní rivalita mezi Goukounim a Habrém způsobila vypuknutí nových střetů ve městě v roce 1980; N'Djamena se ocitla v rozdělení do sektorů kontrolovaných různými válečníky. Klid zbraní byl dosažen po mnoha měsících, až když Goukouni požádal o zásah Libyjců, jejichž tanky přemohly Habrého obranu v hlavním městě.
V důsledku nesouladu mezi Goukounim, Muammarem Kaddáfí a mezinárodního nesouhlasu s libyjskou intervencí opustily libyjské jednotky hlavní město i Čad v roce 1981. To otevřelo dveře Habrému, který svým pochodem na N'Djamenu obsadil město s téměř zanedbatelným odporem. V roce 1982 se stal, za pomoci USA a Francie, novým prezidentem.

### 21. století

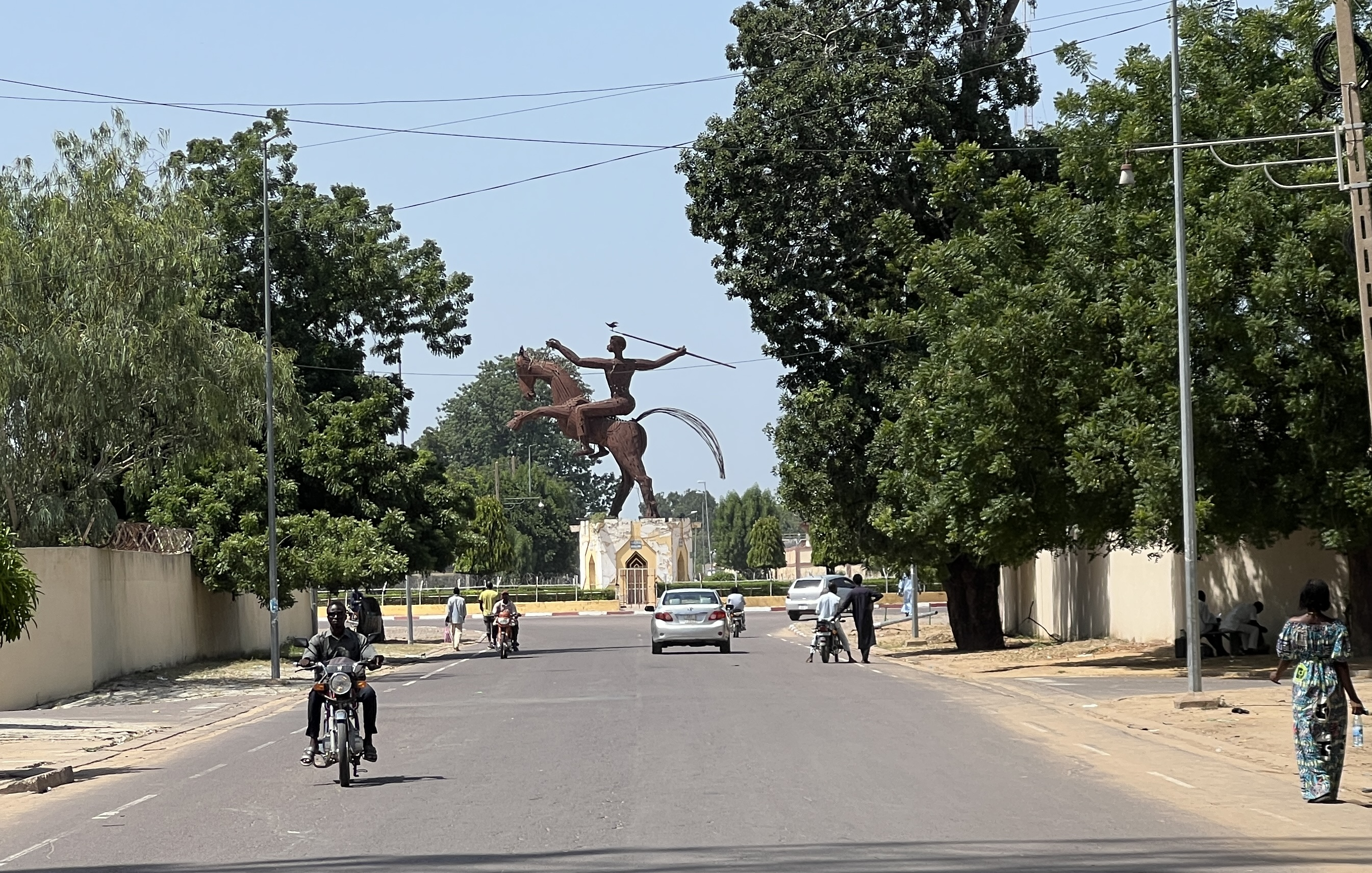
Ulice v N'Djameně.

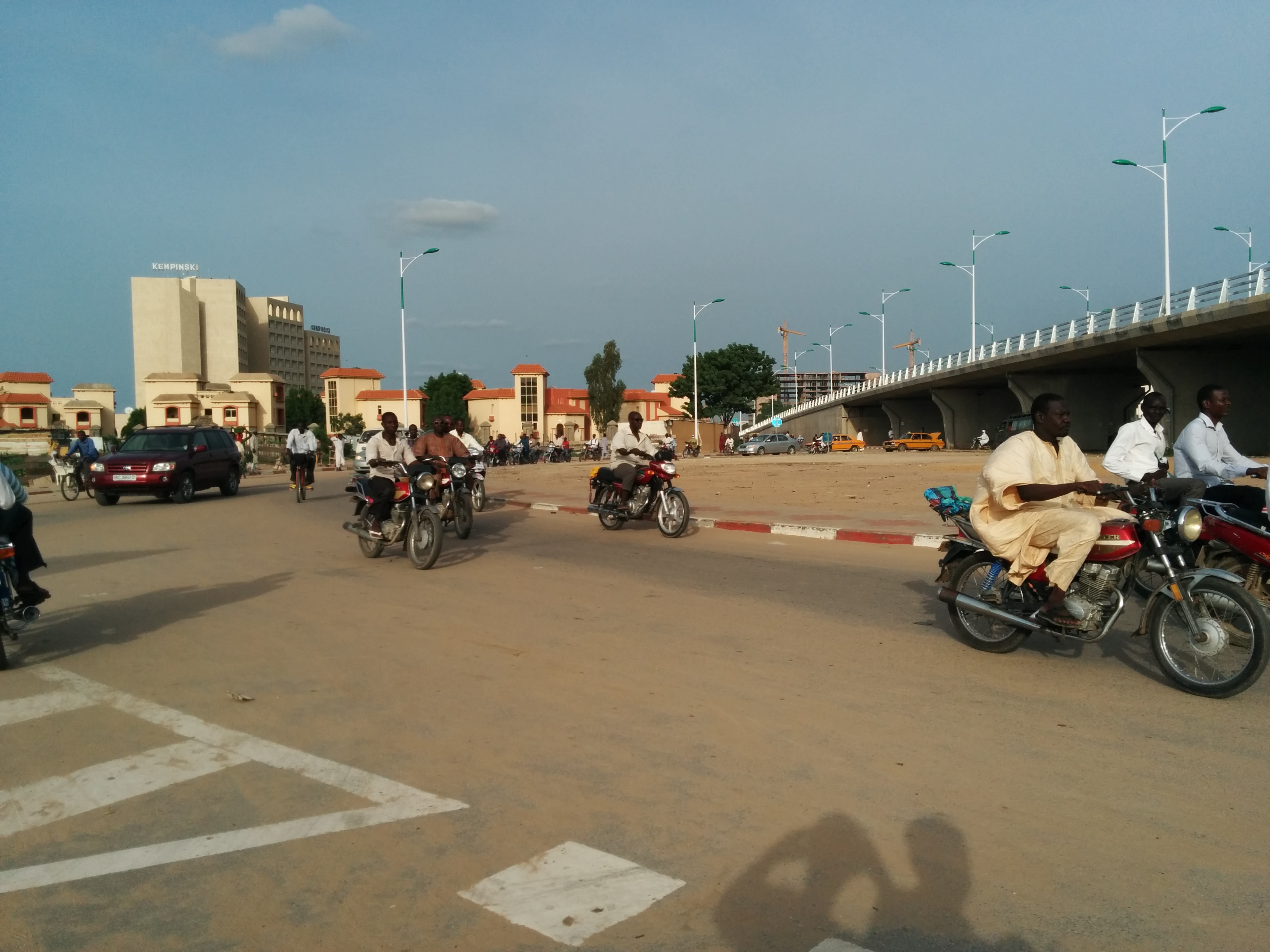
Motocykly v místních ulicích.

13. dubna 2006 byl v bitvě u N'Djameny poražen povstalecký útok Spojené fronty pro demokratickou změnu. Město bylo znovu napadeno 2. února 2008.
Město začátkem roku 2010 překonalo milion obyvatel. Vzhledem k tomu, že lidé si zde staví nízké domy, tak se metropole rozšiřuje razantně co do plochy. Na počátku 21. století již zabírala zástavba rozlohu 20 000 hektarů. Roku 2008 byla proto stanovena požadovaná praxe pro plánování a rozšiřování města. Prezidentský dekret z roku 2012 vyžaduje, aby nové budovy ve středu N'Djameny byly budovány v mezinádorním stylu moderní/postmoderní architektury. Příjmy z obchodu s ropou umožnily dlouhodobě nestabilní zemi modernizovat infrastrukturu. Proto čadská vláda přijala vizi „N'Djameny jako výkladní skříně střední Afriky“ s plánem výstavby nových reprezentativních objektů. V rámci projektu byly budovány nové hotely, nová ministerstva, nové sídlo státní televize apod.
O dva roky později čadská vláda diskutovala s Čínskou lidovou republikou možnost výstavbu železničního spojení do metropole ze sousedního Kamerunu a dále do vnitrozemí. Nic z toho ale nakonec nebylo uskutečněno.
V červnu 2015 zabili atentátníci z teroristické organizace Boko Haram při dvou sebevražedných útocích 38 lidí. Deset podezřelých bylo v srpnu odsouzeno k trestu smrti zastřelením.
V říjnu 2022 zasáhly město jedny z nejsilnějších povodní v dějinách. Řeka Šari dosáhla výšky 8,14 m. Povodně od té doby město postihly znovu a místní úřady se začaly zabývat problematikou protipovodňové ochrany. Dosavadní opatření totiž nerespektují rozšiřování města; ačkoliv je jeho střed dobře chráněn neboť se nachází poměrně vysoko, okrajové části, které vznikly od 80. let 20. století a především 9. obvod stojí v záplavových zónách.
V roce 2024 budovala Čínská lidová republika v N'Djameně nový sportovní stadion.
Vzhledem k omezeným možnosem rozvoje bývá diskutována i otázka výstavby nové metropole a přesunu vládních úřadů z N'Djameny tam.

## Kultura a pamětihodnosti

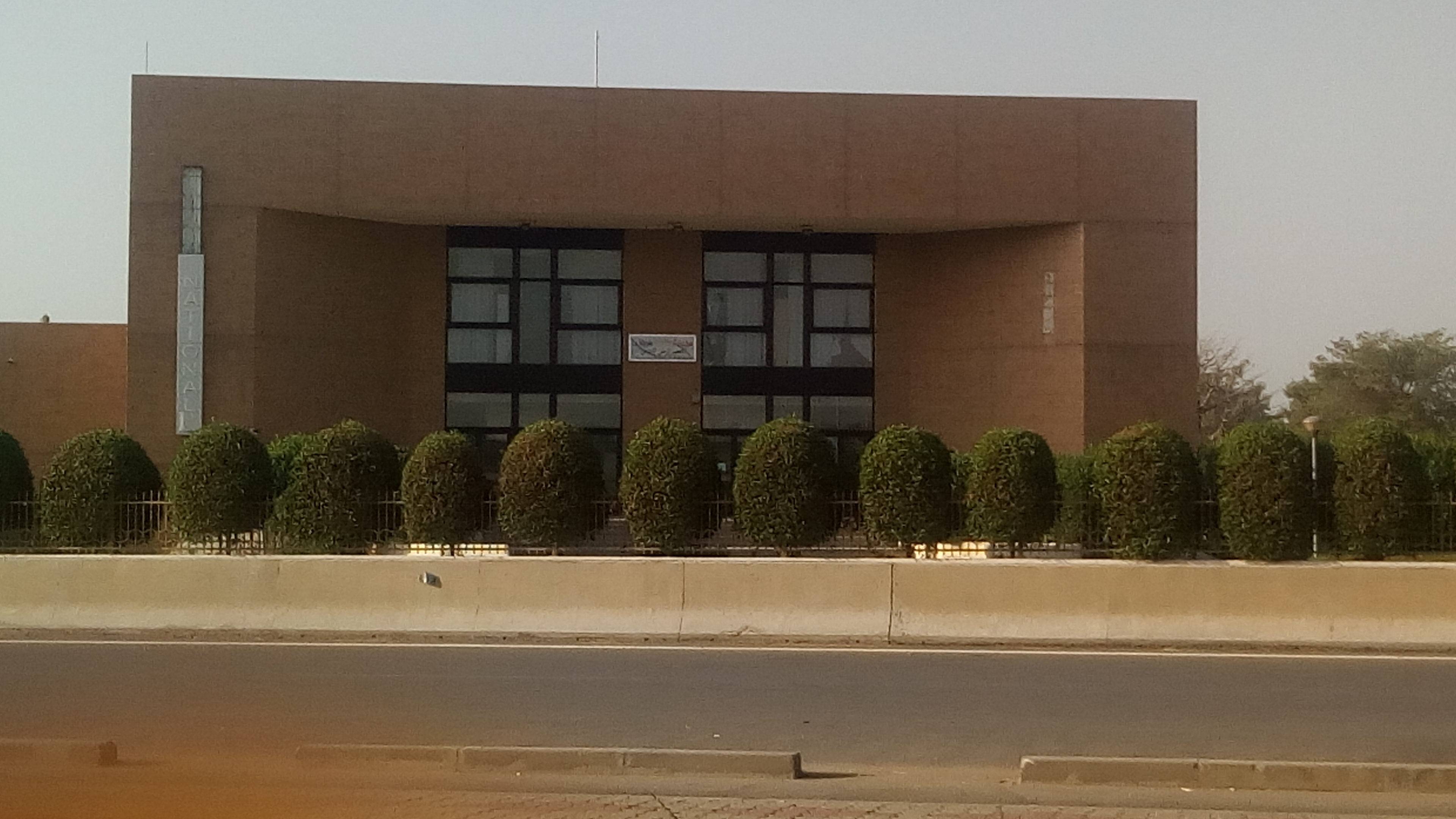
Čadské národní muzeum.

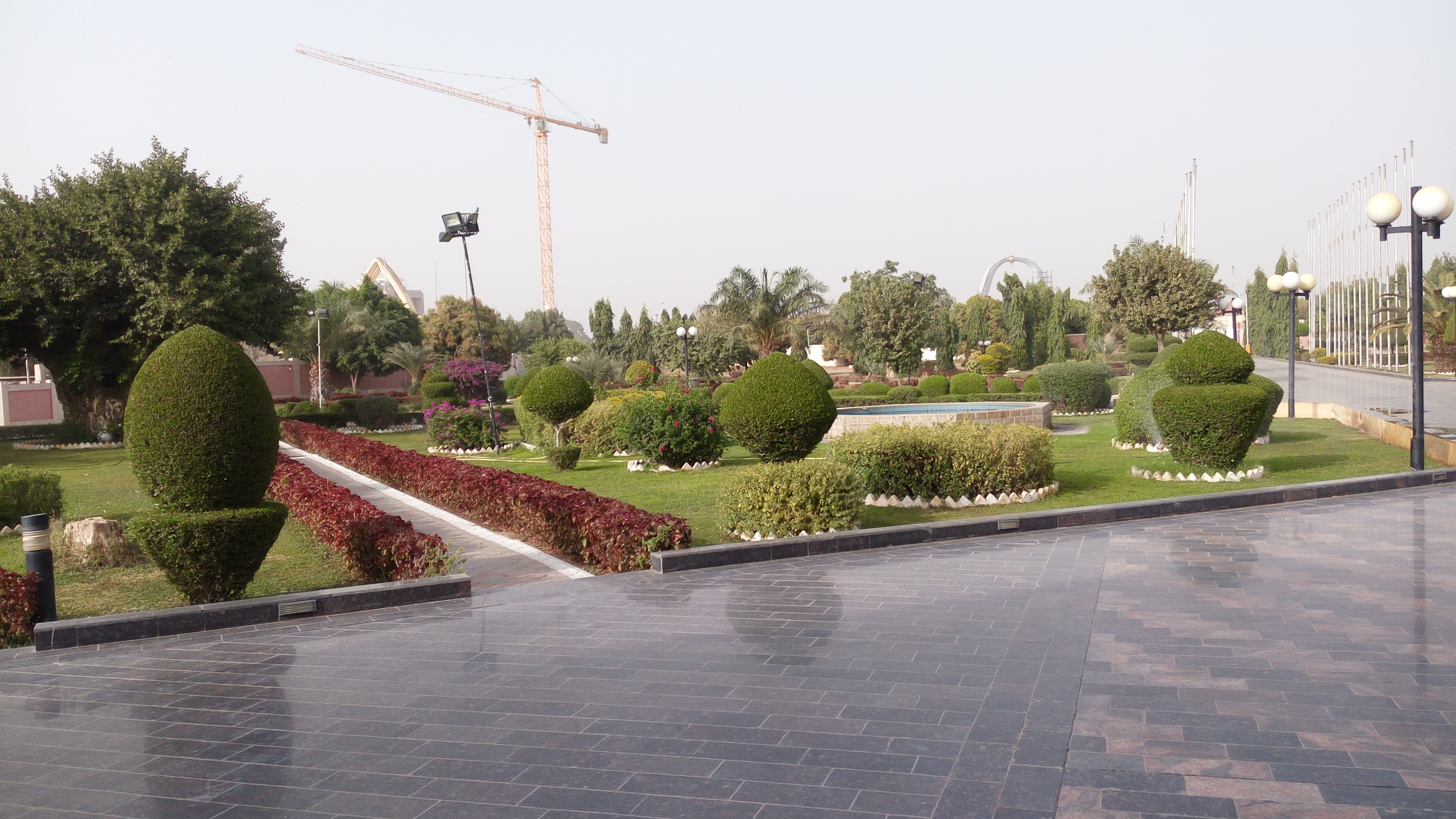
Prezidentský palác.

Ve městě se nachází Národní muzeum Čadu. V něm jsou uchovány sbírky, jejichž předměty pochází až z 9. století. Svoji pobočku zde má rovněž i Francouzský institut; dále zde působí řada dalších kulturních institucí, jako např. kulturní centrum Baby Mustafy, lybijské kulturní centrum, katolické univerzitní centrum, nebo Markaz al-Nour. Stojí zde jediné kryté kino s názvem Normandie.
Středem města je náměstí Place de la Nation s památníkem nezávislosti a římskokatolickou katedrálou. O něco dále stojí palác růží, rezidence prezidenta země. Velká mešita je umístěna východněji od středu města, v blízkosti Velké tržnice na třídě Generála Charlese de Gaulla, která je jednou z dominantních komunikací ve středu metropole.
Ve středu města se lze setkat se stavbami francouzské koloniální architektury.

## Ekonomika
Primárním ekonomickým zdrojem společnosti ve městě je práce v zemědělství. Kromě pěstování plodin nezbytných pro zajištění potravin (země nicméně značnou část potravin dováží od svých jižních sousedů) zde existuje i rozšířená produkce bavlny, ačkoliv její význam v poslední době poklesl.[zdroj?]
Asi 80 % populace v N'Djamena pracuje v průmyslových odvětvích, včetně pěstování plodin a chovu hospodářských zvířat. Ekonomika v N'Djameně je proto téměř zcela závislá na počasí, takže bojuje v letech s nízkými srážkami. Z továren lze zmínit masný závod a ropnou rafinérii.
N'Djamena dostává finanční pomoc od Světové banky a Africké rozvojové banky. 
Je zde vysoká poptávka po kvalifikovaných pracovnících, kteří by pracovali v ropných a plynárenských odvětvích, jako dělníci pro zahraniční nevládní organizace, lékařské služby a výuku angličtiny.
Město je sídlem Komise pro povodí jezera Čad.

## Doprava
Město má vlastní mezinárodní letiště, které je umístěné severozápadně od středu města.
Hlavní silniční komunikace sem vedou ze severu (z Massaguetu a od Čadského jezera) a z jihu (od Bongoru). Významné je také silniční spojení přes řeku Šari do sousedního Kamerunu. Město má široké bulváry a dva mosty přes zmíněnou řeku – Tchajwanský most a Most Chagoua. Třetí most je ve výstavbě. Silniční doprava není považována za příliš bezpečnou; časté jsou dopravní nehody. Ohroženi jsou hlavně chodci.
Stojí zde také přístav, který má význam pro nákladní dopravu.
N'Djamena nemá nádraží a neprocházejí přes ni žádné železniční trati. Projekty výstavby železnice předpokládají vznik spojení z Kamerunu nebo Nigérie a žádný nebyl zrealizován.
Městská doprava je velmi omezená a dlouhodobě zcela bez investic. Rozšířené je využívání různých poloformálních forem dopravy. Ačkoliv se nejedná o systém s jasně danými pravidly, umožňuje fungování metropole. Tvoří ho různé druhy motorizovaných dopravních prostředků, například minibusy, sdílená taxy a někdy dokonce i koňské povozy.

## Školství

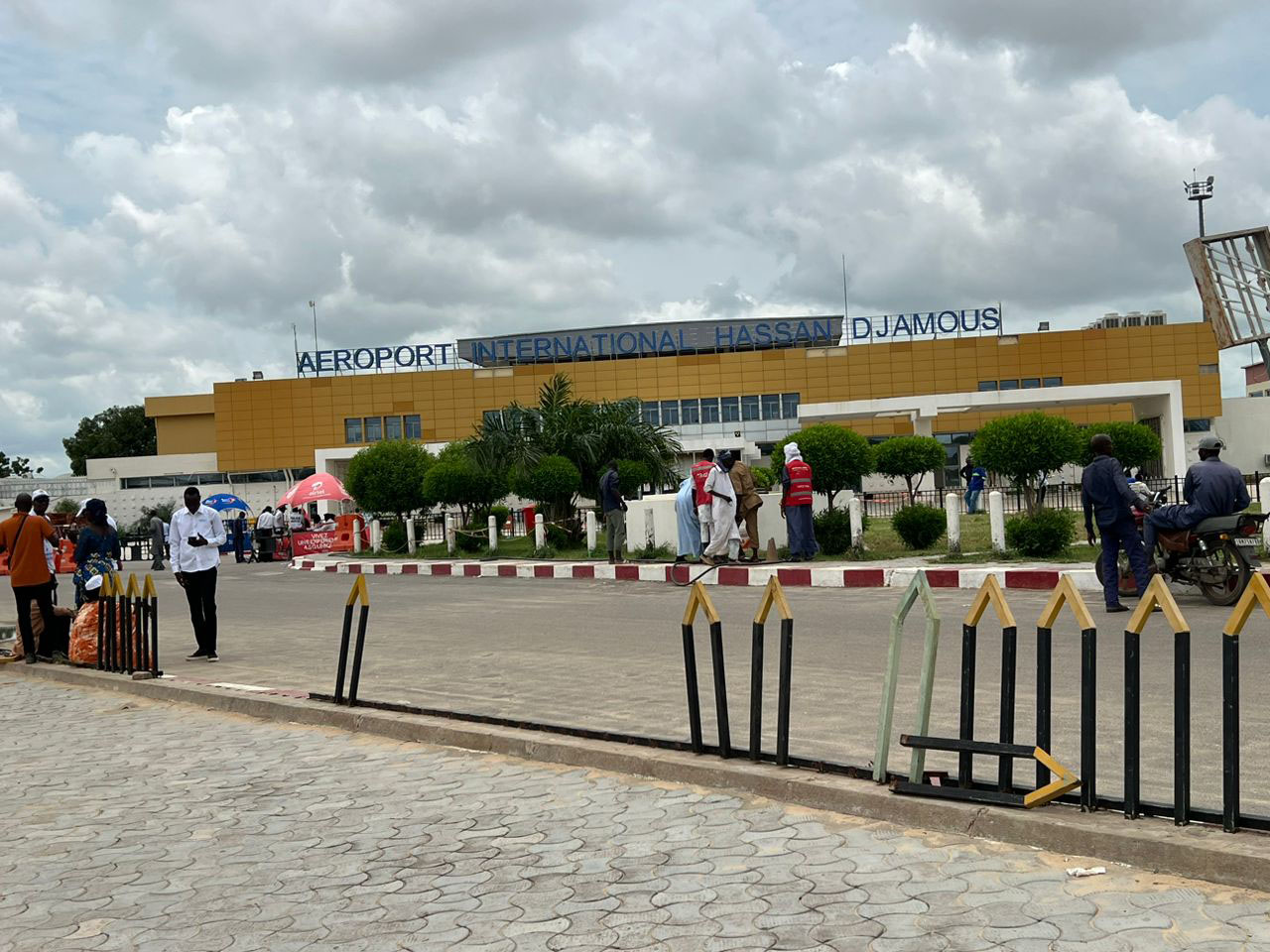
Mezinárodní letiště.

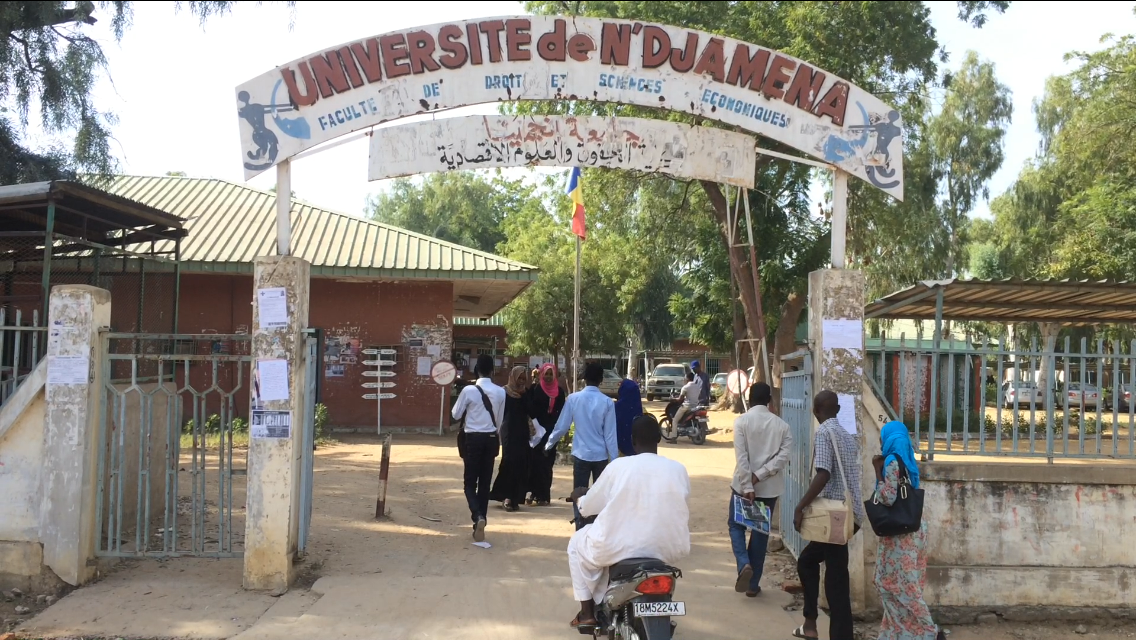
Vstup do jedné z budov fakulty místní univerzity.

V hlavním městě sídlí Univerzita v N'Djameně, po dlouhou dobu jediná vysoká škola v Čadu. Založena zde byla roku 1970. Působí zde také i v arabštině vyučující univerzita krále Faisála.
Ze středních škol je zde známé Lyceum Félixe Ébouého a Technicko-obchodní lyceum a řada dalších škol středních. Ačkoliv je středoškolské vzdělání v zemi povinné, účastní se ho jen 68 % školou povinných.

## Zdravotnictví
V N'Djameně se nachází Ústřední nemocnice a v její blízkosti také Ústřední dětská nemocnice. Dále zde je také Nemocnice čadsko-čínského přátelství, 

## Bezpečnost
I ve 3. dekádě 21. století dochází ve městě občas k přestřelkám, cílem jsou především vysocí státní představitelé. V roce 2021 např. hrozila invaze ze strany opozičních sil v zemi.

## Životní prostředí

### Voda a veřejná zeleň
Rychle rostoucí metropole oblasti Sahelu se potýká dlouhodobě s otázkami zásobování vodou. Město většinou využívá vodu dešťovou nebo ze studní. Město má velmi málo zelených ploch; na západním okraji byl v roce 2011 vysázen pás stromů (francouzsky ceinture verte), které mají snižovat dopady pouštního, resp. polopouštního klimatu na město.

### Znečištění ovzduší
N'Djamena patří k nejznečištěnějším městům na světě. Zdrojem znečištění ovzduší je především nekvalitní materiál na otop (při vaření), dále emise z motorových vozidel a průmyslu, především masného, textilního a ropného. Znečištění ovzduší se značným způsobem projevuje na kvalitě života místních, včetně dětí a je důvodem pro řadu předčasných úmrtí.

### Hospodaření s odpady
Problematické je odpadové hospodářství , ačkoliv město činí kroky k zlepšení situace. Odpadky ucpávají kanalizaci, která bývá na některých místech odkrytá a vytvářejí i překážky na komunikacích. Je to právě místní magistrát, který organizuje a provádí svoz odpadu, ačkoliv služby jsou do jisté míry nedostačující a čas od času probíhají různé akce, které mají nárazově odstraňovat odpadky v ulicích nebo kanalizaci.

## Známé osobnosti
- Jean Alingué Bawoyeu (* 1937), politik a diplomat
- Euzébius Chinekezy Ogbonna Managwu (* 1959), římskokatolický kněz, biskup z Port-Gentilu v Gabonu
- Japhet N'Doram (* 1966), fotbalista a trenér
- Mounira Mitchala (* 1979), zpěvačka a herečka
- Mahamat Idriss Déby Itno (* 1984), voják a politik
- Misdongard Betoligar (* 1985), fotbalista
- Hillaire Kedigui (* 1985), fotbalista
- Leger Djime (* 1987), fotbalista
- Abdullah Omar (* 1987), bahrajnský fotbalista
- Bibiro Ali Taher (* 1988), běžec na dlouhé tratě
- Sitamadji Allarassem (1988-2014), fotbalista
- Ezechiel N'Douassel (* 1988), fotbalista
- Armel Koulara (* 1989), fotbalista
- Esaie Djikoloum (* 1991), fotbalista
- Hinikissia Albertine Ndikert (* 1992), sprinterka
- Kazimír Ninga (* 1993), fotbalista
- Demos Memneloum (* 1994), judista
- Bachir Mahamat (* 1996), sportovec
- Fraïda Hassanatte (* 2004), atletka